# Paul T. Grasshoff
Paul Thorsten Grasshoff (* 20. Dezember 1969 in Berlin) ist ein deutscher Schauspieler.

## Leben und Werk
Sein Schauspielstudium absolvierte Grasshoff an der Hochschule für Musik und Darstellende Kunst Frankfurt am Main. Neben Fernsehauftritten hatte Grasshoff Theaterengagements am Nationaltheater Mannheim, in Potsdam, in Frankfurt am Main und Bochum.
Vor der Kamera trat er vorwiegend in Film- und Serienproduktionen für das Fernsehen auf, wie in den Fernsehserien Hinter Gittern – Der Frauenknast, Berlin, Berlin, SOKO Leipzig und der Rosamunde-Pilcher-Verfilmung Segel der Liebe. 2004 spielte er in der ARD-Serie In aller Freundschaft den blinden Bergsteiger Kai Ehlers; 2008 hatte er in der Serie erneut eine Gastrolle als Polarforscher Robert Berlitz.
Neben den Fernsehproduktionen war er im Kinofilm Swimming Pool – Der Tod feiert mit (2001) von Boris von Sychowski in der Rolle des Gregor, sowie in Motown (2003) in der Rolle des Pat zu sehen. Er stellte außerdem in der Neuverfilmung von G. E. Lessings Trauerspiel Emilia Galotti den jungen Rechtsanwalt Appiani dar.
Einem breiten Publikum wurde er bekannt durch seine Rolle in der damals neuen RTL-Daily Soap Alles was zählt als Julian Herzog an der Seite von Tanja Szewczenko. Von Ende Mai 2009 bis November 2010 spielte er in der Telenovela Anna und die Liebe die Hauptrolle des Alexander Zeiss.
Von Februar bis März 2011 stand er nach fünf Jahren erstmals wieder auf einer Theaterbühne. Er spielte die Hauptrolle des Sergeant Trotter in dem Kriminalstück Die Mausefalle. Nach sechs Jahren stand er 2011 erstmals wieder für einen Kinofilm (Schilf) vor der Kamera; er spielt die Rolle des Arztes Ralph Dabbeling.
Er ist seit 2004 mit der Schauspielerin Caroline Scholze verheiratet. Sie haben zwei Kinder, dazu brachte Caroline Scholze eine Tochter mit in die Ehe. Seine Schwägerin Theresa Scholze ist ebenfalls Schauspielerin.

## Filmografie

### Filme
- 2001: Swimming Pool – Der Tod feiert mit
- 2003: Motown
- 2004: Stefanie – Eine Frau startet durch
- 2005: Emilia
- 2005: Morgen ist die Nacht vorbei (Kurzfilm)
- 2011: Schilf – Alles, was denkbar ist existiert
- 2012: Date Doktor / Mein Freund Paul (Kurzfilm)

### Fernsehfilme
- 2000: Liebe und andere Lügen
- 2001: Wie angelt man sich einen Müllmann?
- 2003: Aus Liebe zu Tom
- 2003: Echte Männer?
- 2003: Gelübde des Herzens
- 2003: Das Glück ihres Lebens
- 2005: Inga Lindström: Inselsommer
- 2005: Rosamunde Pilcher – Segel der Liebe
- 2006: Karol Wojtyła – Geheimnisse eines Papstes
- 2012: Inga Lindström – Vier Frauen und die Liebe
- 2019: Hüftkreisen mit Nancy

### Serien
- 1995–1996: girl friends – Freundschaft mit Herz
- 1995–1998: Die Stadtklinik
- 2000: In aller Freundschaft
- 2000: Auf eigene Gefahr
- 2000: Für alle Fälle Stefanie
- 2000: Unser Charly
- 2001: Die Rote Meile
- 2002: SK Kölsch
- 2003: Kunden und andere Katastrophen
- 2004: Berlin, Berlin
- 2004: In aller Freundschaft
- 2005: SOKO Wismar
- 2005: Inga Lindström
- 2006: Hallo Robbie!
- 2006: SOKO Leipzig
- 2006: Zwei Engel für Amor
- 2006: Hinter Gittern – Der Frauenknast
- 2006–2007: Alles was zählt
- 2008: In aller Freundschaft
- 2009–2010: Anna und die Liebe
- 2011: Lindenstraße
- 2013: Alarm für Cobra 11
- 2016: In aller Freundschaft – Die jungen Ärzte

## Theater
- 1997–1999: Zerbombt; Die Jungfrau von Orléans; Drei Schwestern; Das wilde Fest und Der Disney-Killer, Nach dem Regen (Nationaltheater Mannheim) und Der Freigeist (Zimmertheater Heidelberg)
- 2000: Der Kirschgarten (Theater des Ostens)
- 2001: Wer hat Angst vor Virginia Woolf? (Ernst-Deutsch Theater Hamburg)
- 2003: Ein Blick von der Brücke (Tribühne Berlin)
- 2005: Salon Dedé oder der Schuster der Liebe (Künstlerkolonie Schütte & Raibach Potsdam)
- 2011: Die Mausefalle nach Agatha Christie (Comödie Dresden) als Sergeant Trotter
- 2013–2014: Eine teure Immobilie oder Adieu Herr Minister nach Jordi Calceran (Theaterkahn – Dresdner Brettl) als Marko
- 2014: Hexe Baba Jaga – Geburt einer Legende (Boulevardtheater Dresden) als Erzengel Luzifer